# سبدنشین آوازخوان
سبدنشین آوازخوان (نام علمی: Cisticola cantans) نام یک گونه از سرده سبدنشین است.